# Karel van Vogelaer
Karel van Vogelaer nebo Carel de Vogelaer (1653, Maastricht – 8. srpna 1695, Řím), byl vlámský malíř věnující se hlavně malování obrazů zátiší s květinami. Pracoval především v Itálii, kde byl známý jako „Carlo dei Fiori“. Své umělecké jméno získal díky svým komplikovaným obrazům květin, často s dalšími postavami namalovanými jinými umělci.

## Životopis
Karel van Vogelaer se narodil v Maastrichtu jako syn Pietera de Vogelaera. Jeho otec byl také umělcem. Od roku 1668 cestoval po Francii, kde navštívil Lyon. Později, kolem roku 1671, se přestěhoval do Říma. Poprvé je zmiňován v archivu uměleckého spolku Bentvueghels, společnosti převážně vlámských a nizozemských umělců pracujících v Římě. V Bentvueghels bylo zvykem dát každému přezdívku, tzv. "ohnuté jméno", jež ho nějakým způsobem charakterizovalo. Vogelaer dostal přezdívku "Distelbloem", tedy "Květ bodláku". Bodlák je včleněn do mnoha jeho obrazů, v podstatě je to jeho kódovaný podpis. Další přezdívka, pod kterou byl známý v Itálii byla "Carlo de Fiori" nebo "Carlo dei Fiori" (Květinový Carlo) díky jeho obrazům zátiší s květinovými kompozicemi. Jiné zdroje jej nazývají Carlo Volgar nebo Carlo Vogel.

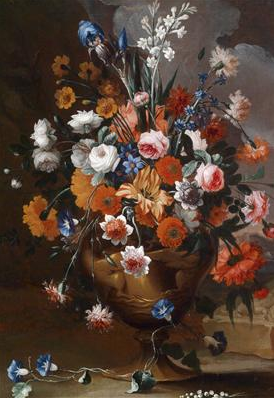
Květiny

Podle Pascoliho dosáhl Vogelaer v Římě okamžitého úspěchu. Byl podporován mnoha římskými bohatými sběrateli, jako Francesco Montioni, Marchese Niccolò Maria Pallavicini, Abate Paolucci a Giambattista Cefalassi. Jeho nejlepšími přáteli však byli Luigi Garzi, Gaulli a Maratti, později Franz Werner Tamm z Hamburku, s nimiž často spolupracoval. Říká se, že také pracoval pro Arcangela Corelliho a Contestabile Colonnu.
V polovině 16. století Carel de Vogelaer sdílel v Římě dům na Via Margutta s kolegou, vlámským malířem Anthoni Schoonjansem. V roce 1686 se přestěhoval do Via del Babuino. Vyučoval nebo pracoval v ateliéru Carla Marattiho. Tato spolupráce měla na jeho umění zásadní vliv.

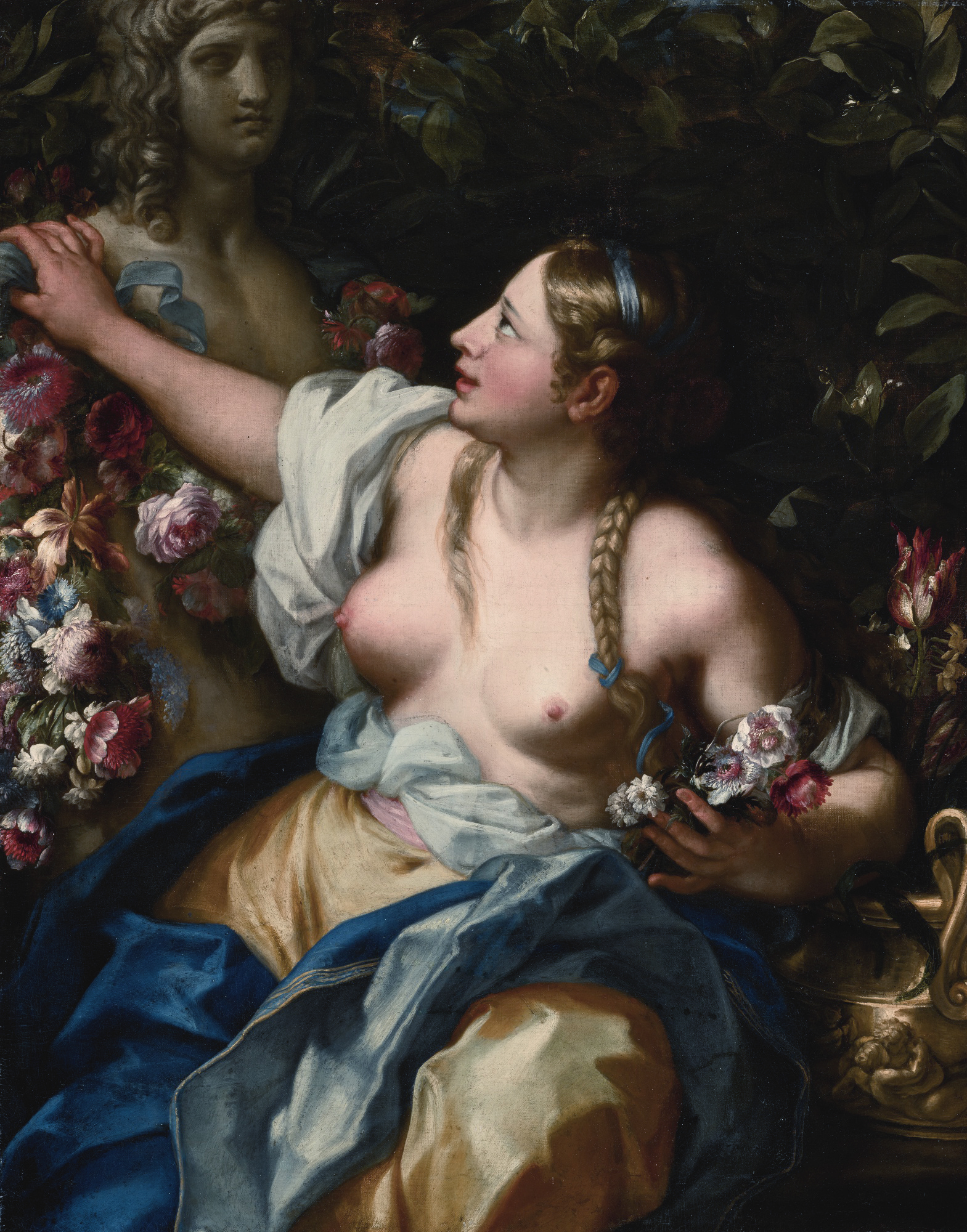
Portrét mladé ženy jako bohyně Flora, postava Carlo Maratti

Vogelaer vytvořil mnoho děl společně s dalšími známými umělci, se kterými se také přátelil, kromě Carlo Marattiho to byli Luigi Garzi, Giovanni Battista Gaulli, Anthoni Schoonjans, Filippo Lauri a Mario Nuzzi (zvaný také "Mario de 'Fiori").
Vogelaer zemřel v Římě ve věku 42 let.

## Dílo
Carel de Vogelaer je znám hlavně svými kompozicemi květinových zátiší. Maloval také obrazy s ovocem, ale žádné z těchto děl není zachováno. Existuje jen několik jeho podepsaných děl.
Jeho četné a jím milované obrazy zátiší s květinami či ovocem jsou dodnes velmi ceněny. Je na nich možné studovat jeho bravurní techniku, pečlivou péči věnovanou zobrazování podrobností, dovednost a cit při aranžování květin mnoha druhů, lišících se formou a barvou, vždy tak dokonale a přesně namalovaných. Jsou jako skutečné, přitahují zrak diváka a budí touhu nejen se dívat ale i dotýkat se jich. Přesně definované obrysy a jasné barvy květin různých velikostí, kdy rostliny jsou zasazené do přirozeného prostředí, vložené do skvěle ztvárněných váz, to je skutečná radost z pozorování.